# میشلین لانوا
میشلین لانوا (انگلیسی: Micheline Lannoy؛ زادهٔ ۳۱ ژانویهٔ ۱۹۲۵) اسکیت‌باز نمایشی اهل بلژیک بود.